# خایرو مارتینس
خایرو مارتینس (انگلیسی: Jairo Martínez؛ زادهٔ ۱۴ مهٔ ۱۹۷۸) بازیکن فوتبال اهل هندوراس بود.
از باشگاه‌هایی که در آن بازی کرده است می‌توان به باشگاه فوتبال دپورتیوو المپیا، باشگاه فوتبال کاونتری سیتی، و باشگاه فوتبال موتاگوا اشاره کرد.
وی همچنین در تیم ملی فوتبال هندوراس بازی کرده است.